# Olümposzi Metód
Olümposzi Metód (ógörög: Μεθόδιος Όλύμπου) egyházi nevén Olümposzi Szent Metód (kb. 260–311) ókeresztény püspök, egyházi író és mártír. A kis-ázsiai Olümposz püspöke és Órigenész nézeteinek ellenfele volt.
Egyes egyházakban szentként és egyházatyaként tisztelik; a katolikus egyház június 20-án emlékezik meg róla.

## Élete
Életéről nagyon kevés adat ismert. Eusebius nem említette őt „Egyháztörténetében”, valószínűleg azért, mert ellenezte Órigenész nézeteit. Jeromos alapján a lükiai Olümposz püspöke volt, majd Türosz püspöke. Ez utóbbi állítás nem megbízható; mert egyetlen későbbi görög szerző sem tud arról, hogy e város püspöke lett volna. Jeromos továbbá kijelenti, hogy mártírhalált szenvedett az utolsó üldözés végén, azaz Maximinus Daia alatt (311).
Az a feltevés, hogy Patara püspöke is volt, abból a tényből fakad, hogy A feltámadásról szóló irata ebben a városban játszódik.

## Művei
Fő művei:
- A Tíz Szűz lakomája [5] az egyetlen olyan műve, amely teljes egészében fennmaradt görögül.[6] Platón lakomájából imitált párbeszéd, amelynek szereplői tíz fiatal lány, akik az Erény kertjében gyűltek össze, és a tisztaságról (szüzességről és a determinizmusról, a szabadságról és a házasságról, a lélek halhatatlanságáról és a test feltámadásáról [7] ...) beszélnek, kétségtelenül Platón beszédének ellentéteként [8] . A szöveget egy 24 versből álló himnusz zárja, amelyet az egyik vendég mondKrisztus és egyháza "eljegyzésének" tiszteletére.
- A szabad akaratról szóló értekezés hosszú töredékekben maradt fenn görögül és örményül. A gnosztikusok dualista és determinista álláspontot támadja a gonosz eredetéről, és bizonyítja az emberi akarat szabadságát.
- A feltámadásról (Aglaophon e peri tes anastaseos) egy másik platóni stílusú dialógus három könyvben, töredékesen ismert görögül, és a nagyobb részt ószláv nyelven őrizték meg. A jelenet a patarai Aglaophon orvos házában játszódik, és a beszélgetés arról szól, hogy a feltámadás abban a testben történik-e meg, amely ebben az életben van, amely lehetőséget ad arra, hogy bírálja Órigenész Az alapelvekről  című értekezésében szereplő nézeteket. Azt tanította ebben az írásban, hogy Isten azért tette az embert halandóvá, hogy megakadályozza a bűn örökre megmaradását.[9]